# العلاقات التونسية النيوزيلندية
العلاقات التونسية النيوزيلندية هي العلاقات الثنائية التي تجمع بين تونس ونيوزيلندا.

## مقارنة بين البلدين
هذه مقارنة عامة ومرجعية للدولتين:
| وجه المقارنة                                              | تونس                                       | نيوزيلندا                                              |
| --------------------------------------------------------- | ------------------------------------------ | ------------------------------------------------------ |
| المساحة (كم2)                                             | 163.61 ألف                                 | 268.02 ألف                                             |
| عدد السكان (نسمة)                                         | 11.53 مليون                                | 4.24 مليون                                             |
| الكثافة السكانية (ن./كم²)                                 | 70.47                                      | 15.82                                                  |
| العاصمة                                                   | تونس                                       | ويلينغتون، أوكلاند                                     |
| اللغة الرسمية                                             | اللغة العربية                              | لغة إنجليزية، اللغة الماورية، لغة الإشارة النيوزيلندية |
| العملة                                                    | دينار تونسي                                | دولار نيوزيلندي، الجنيه النيوزيلندي                    |
| الناتج المحلي الإجمالي (بليون دولار)                      | 40.26 مليار                                | 205.85 مليار                                           |
| الناتج المحلي الإجمالي (تعادل القوة الشرائية) بليون دولار | 129.05 مليار                               |                                                        |
| الناتج المحلي الإجمالي الاسمي للفرد دولار أمريكي          | 3.87 ألف                                   |                                                        |
| الناتج المحلي الإجمالي للفرد دولار أمريكي                 | 11.44 ألف                                  |                                                        |
| مؤشر التنمية البشرية                                      | 0.721                                      | 0.914                                                  |
| رمز المكالمات الدولي                                      | +216                                       | +64                                                    |
| رمز الإنترنت                                              | .tn                                        | .nz                                                    |
| المنطقة الزمنية                                           | ت ع م+01:00، توقيت وسط أوروبا، ت ع م+02:00 | ت ع م+13:00، ت ع م+12:00                               |

## منظمات دولية مشتركة
يشترك البلدان في عضوية مجموعة من المنظمات الدولية، منها:
| علم المنظمة | اسم المنظمة                               | تاريخ انضمام تونس | تاريخ انضمام نيوزيلندا |
| ----------- | ----------------------------------------- | ----------------- | ---------------------- |
|             | يونسكو                                    | 8 نوفمبر 1956     | 4 نوفمبر 1946          |
|             | الفريق المعني برصد الأرض                  | ?                 | ?                      |
|             | مؤسسة التمويل الدولية                     | 25 يوليو 1962     | 31 أغسطس 1961          |
|             | المركز الدولي لتسوية المنازعات الاستشارية | 14 أكتوبر 1966    | 2 مايو 1980            |
|             | منظمة حظر الأسلحة الكيميائية              | ?                 | ?                      |
|             | مؤسسة التنمية الدولية                     | 30 ديسمبر 1960    | 1 أكتوبر 1974          |
|             | منظمة التجارة العالمية                    | ?                 | ?                      |
|             | وكالة ضمان الاستثمار متعدد الأطراف        | 7 يونيو 1988      | 22 أبريل 2008          |
|             | الاتحاد البريدي العالمي                   | ?                 | ?                      |
|             | الاتحاد الدولي للاتصالات                  | 14 ديسمبر 1956    | 3 يونيو 1878           |
|             | منظمة الشرطة الجنائية الدولية             | ?                 | ?                      |
|             | الأمم المتحدة                             | 12 نوفمبر 1956    | 24 أكتوبر 1945         |
|             | البنك الدولي للإنشاء والتعمير             | 14 أبريل 1958     | 31 أغسطس 1961          |
|             | المنظمة الهيدروغرافية الدولية             | ?                 | ?                      |

## وصلات خارجية
- موقع وزارة الخارجية التونسية
- موقع وزارة الخارجية النيوزيلندية